# Torben Joneleit
Torben Joneleit, né le 17 mai 1987 à Monaco, est un footballeur allemand qui évolue au KRC Genk.

## Biographie
Formé à Monaco, sa ville natale, Joneleit signe pro en 2007. De nationalité allemande, il est prêté en première division écossaise à la suite de la demande de John Collins, ancien joueur de Monaco et entraîneur des Hibernians. Cependant peu de temps après son arrivée Collins démissionne, et Joneleit, déjà remplaçant se retrouve sans aucun temps de jeu. Il écourte son prêt, et revient à Monaco dès janvier 2008. Il ne fera pas non plus une seule apparition en L1. Il aura affaire à une longue période d'indisponibilité à la suite d'une blessure intervenue durant son passage en Écosse. En janvier 2009, il est prêté 6 mois avec option d'achat à Charleroi, ou il retrouve son ancien manager John Collins. Les Carolos souhaitent lever l'option mais Torben refuse. Il s'engage trois ans avec le KRC Genk en juin 2009.
Il devient champion de Belgique avec le KRC Genk lors de l'année 2010-2011 en ayant été titulaire tout au long de la saison. Il remporte aussi la Supercoupe de Belgique par la suite.

## Carrière
| Saison        | Club                  | Montant | Division | Matches | Buts |
| ------------- | --------------------- | ------- | -------- | ------- | ---- |
| 2005-2007     | AS Monaco             |         | I        | 0       | 0    |
| 2007-2008     | Hibernian Édimbourg   | Prêt    | I        | 2       | 0    |
| 2008-jan 2009 | AS Monaco             |         | I        | 0       | 0    |
| jan 2009-2009 | Sporting de Charleroi | Prêt    | I        | 13      | 1    |
| 2009-         | KRC Genk              | 500 k€  | I        | -       | -    |

## Palmarès

### En club
- KRC Genk
  - Championnat de Belgique :
    - Champion : 2011.